# Championnat du monde féminin de curling 2000
Navigation
Édition précédente Édition suivante
Le Championnat du monde féminin de curling 2000, vingt-deuxième édition des championnats du monde de curling, a eu lieu du 1er au 9 avril 2000 à la Braehead Arena de Glasgow, au Royaume-Uni. Il est remporté par le Canada.